# Leioproctus nigrescens
Leioproctus nigrescens är en biart som först beskrevs av Cockerell 1929.  Leioproctus nigrescens ingår i släktet Leioproctus och familjen korttungebin. Inga underarter finns listade i Catalogue of Life.